# Kamienica Gdańska 9 w Bydgoszczy
Kamienica Gdańska 9 w Bydgoszczy – kamienica położona w Bydgoszczy przy ul. Gdańskiej 9.

## Położenie
Budynek stoi w zachodniej pierzei ul. Gdańskiej.

## Charakterystyka
Kamienicę wzniesiono w 3. ćwierci XIX wieku, w stylu eklektycznym z użyciem form klasycyzujących. Zdobią ją naczółki, pilastry, gzymsy. Od północy liczy trzy kondygnacje, od południa cztery. Obiekt zdobią umieszczone w niszach na wysokości pierwszego piętra rzeźby – postaci kobiece przedstawiające alegorie handlu i przemysłu.
Od roku 1868 w budynku mieścił się sklep i magazyny rodziny Kreskich. Był tu największy w mieście wybór porcelany i lamp, a firma funkcjonowała do końca lat 30. XX wieku. W kamienicy mieścił się również zakład fotograficzny Theodora Joopa, który należał do największych w mieście i posiadał filie w Gdańsku i Toruniu. Pomieszczenia atelier były później wykorzystywane przez fotografa Lorenza Basiliusa.
Od 1909 roku do końca lat 30. XX wieku w budynku mieściła się „Centrala Optyczna”, w latach 20. sklep z futrami i płaszczami, zaś po 1945 roku w podwórzu działa pracownia plastyczna „Dekora”. Do końca stycznia 2017 znajdował się tutaj salon jubilerski. W oficynie znajduje się Rejon Obsługi Mieszkańców nr 3 ADM.
W 2019 kosztem 200 tys. zł przeprowadzono remont elewacji.

## Galeria

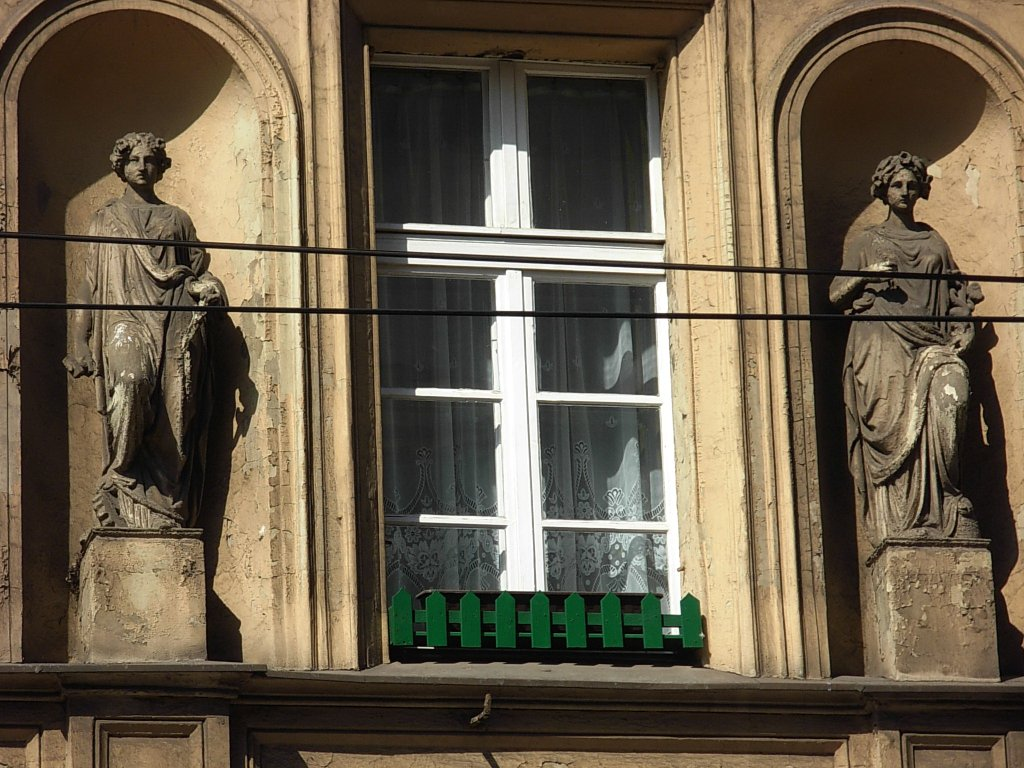
Postacie alegoryczne
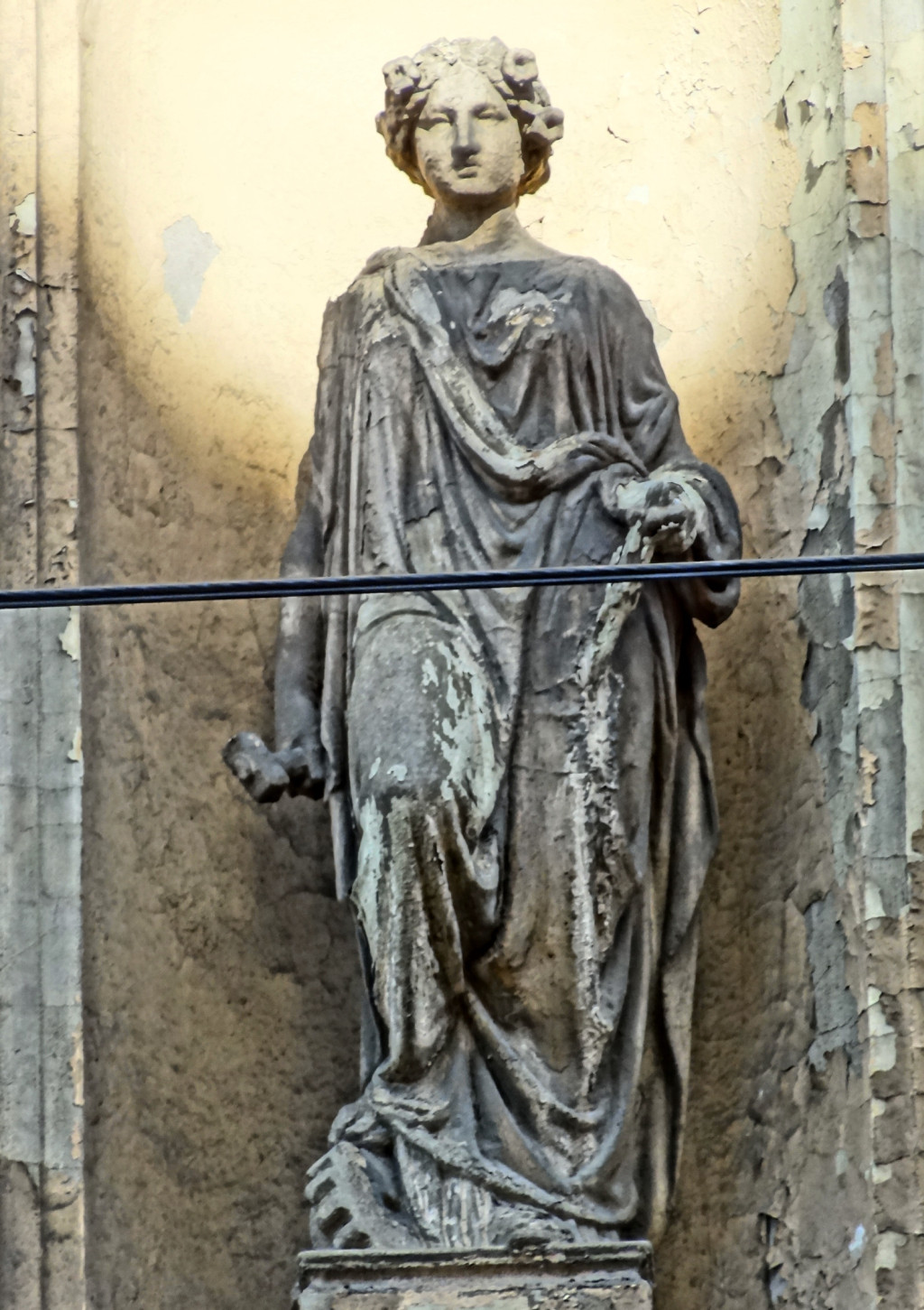
Alegoria przemysłu
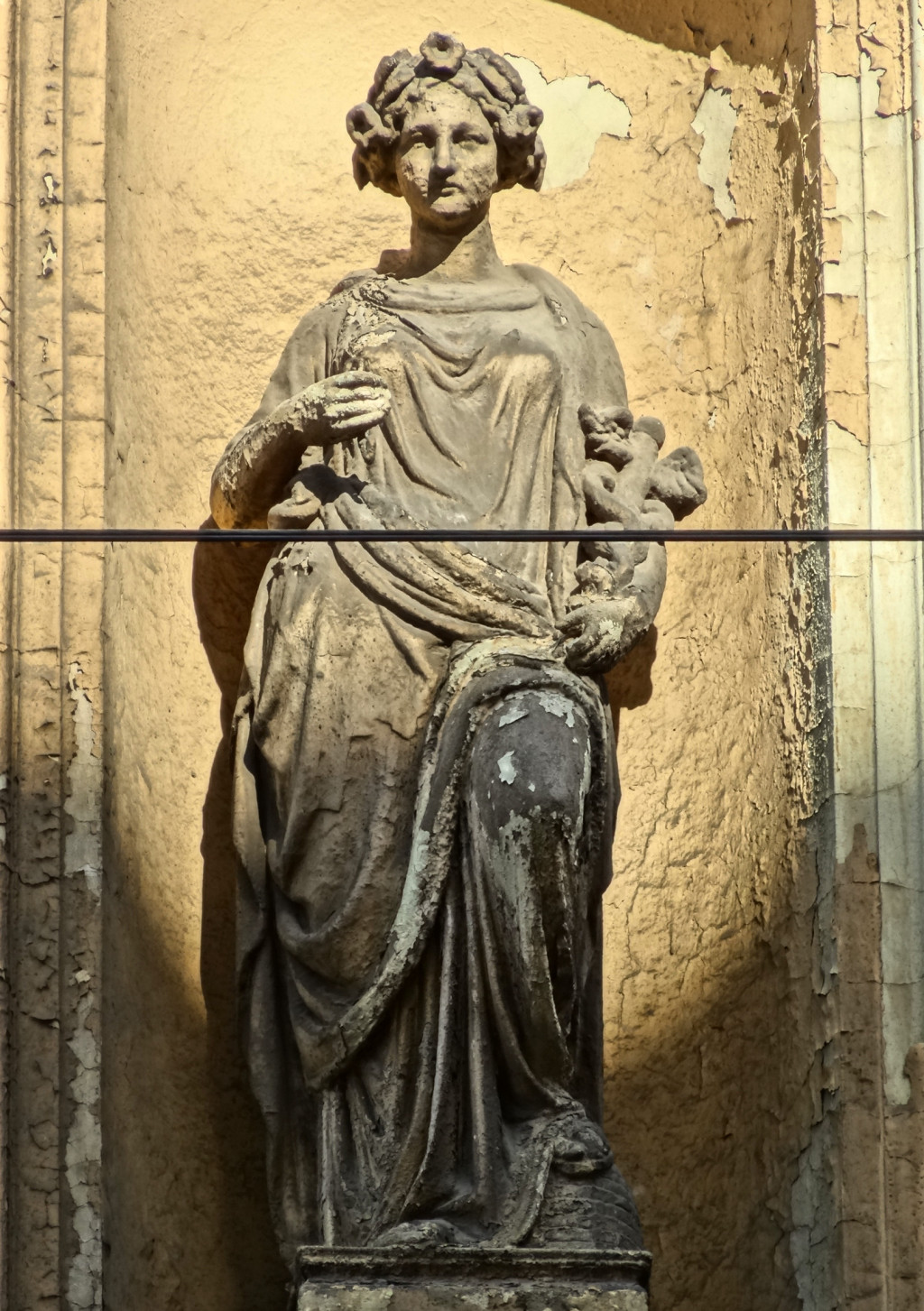
Alegoria handlu